# Яхонтов, Владимир Николаевич
Влади́мир Никола́евич Я́хонтов (15 (27) ноября 1899, Седлец, Царство Польское — 16 июля 1945, Москва) — русский советский артист эстрады, чтец, актёр, мастер художественного слова. Создатель жанра «театр одного актёра».

## Биография

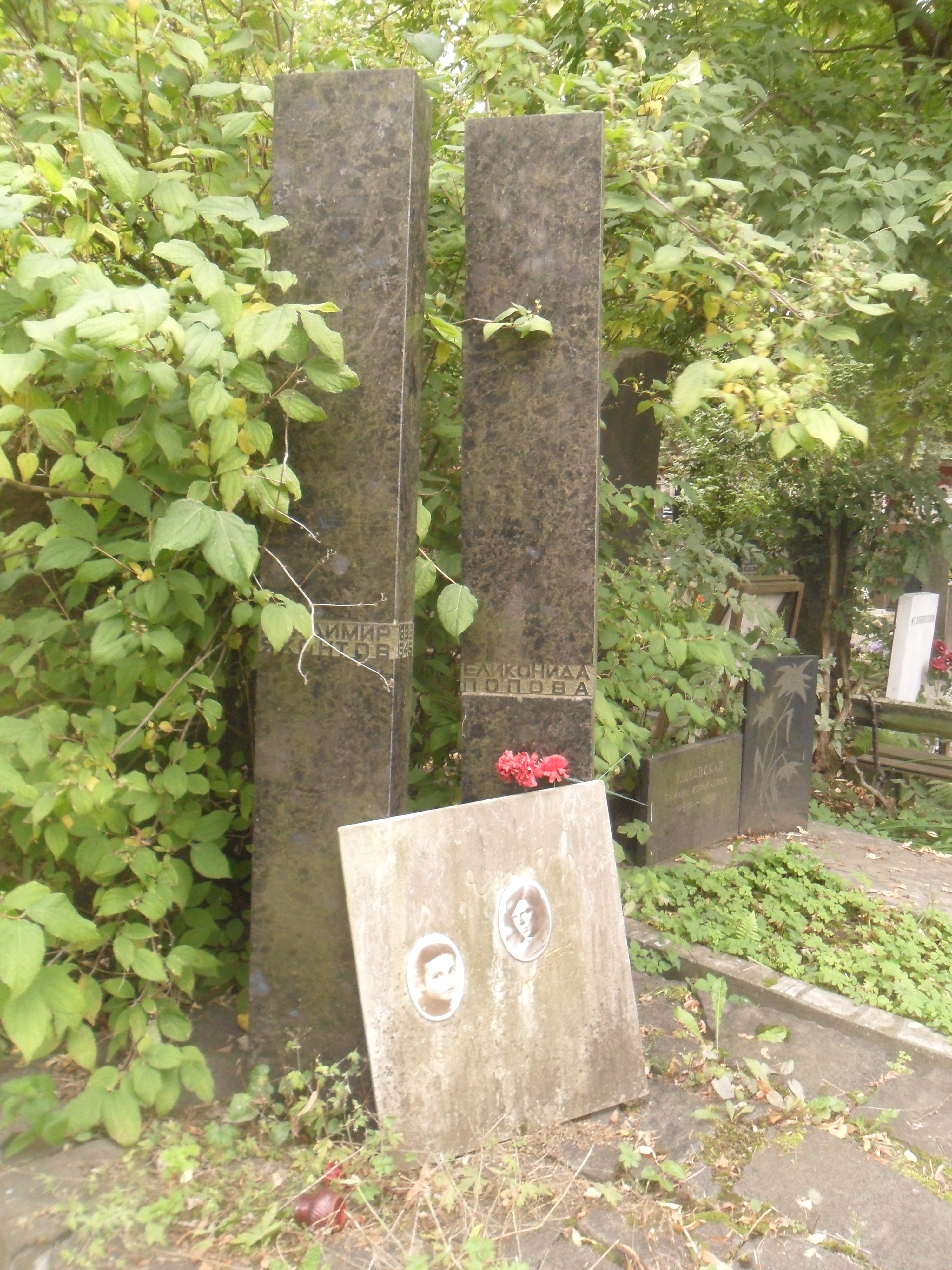
Могила Яхонтова на Новодевичьем кладбище Москвы.

Родился в Польше в семье контролёра акцизного управления. Детские годы провёл в Городце, где учился в начальном училище. После семейной трагедии уехал с отцом в Нижний Новгород, к дедушке, который был протоиереем ярмарочного собора. Окончил Дворянский институт имени Императора Александра II в Нижнем Новгороде, где играл в любительских спектаклях. В 1918 году поступил во 2-ю Студию МХТ, спустя год перешёл к Е. Б. Вахтангову в 3-ю Студию. Учителями были Станиславский, Качалов, Москвин, Книппер-Чехова. В 1920-е годы жил на Кузнецком Мосту в доходном доме Гагарина.
В 1924—1926 годах — актёр Театра имени Мейерхольда. Сыграв роль барона Файервари в спектакле «Учитель Бубус» А. Файко, навсегда ушёл из театра. Встреча с Еликонидой Ефимовной Поповой в 1921 году определила его дальнейшую судьбу: Попова стала спутником его жизни, режиссёром и художником моноспектаклей, соавтором литературно-сценических программ.
В 1927 году с режиссёрами Поповой-Яхонтовой, С. И. Владимирским, музыкантами М. Цветаевым и Е. Лойтер создал эстрадный театр одного актёра «Современник», который просуществовал до 1935 года.
Вместе с Юрием Левитаном вёл репортаж с Парада Победы на Красной площади 24 июня 1945 года.
Покончил жизнь самоубийством, выбросившись из окна своей квартиры на седьмом этаже в «доходном доме Бабанина» в Климентовском переулке, о причинах самоубийства существуют разные мнения.
По воспоминаниям Надежды Мандельштам, «Яхонтов выбросился из окна в припадке страха, что идут его арестовывать».
Писатель Лев Друскин, считавший Яхонтова одним из главных своих учителей, описывал это несколько иначе: «Финал его жизни был ужасен. Он почувствовал признаки приближающегося безумия и бросился в лестничный пролёт, как Гаршин».

## Творчество
С 1922 года Яхонтов начинает выступать на эстраде с чтением стихов А. С. Пушкина, А. А. Блока, В. В. Маяковского.
В 1924 году исполнил первую художественную композицию-моноспектакль «На смерть Ленина». Яхонтов был и исполнителем и автором. Композиция состояла из фрагментов произведений художественной литературы, газетных статей, историко-революционных документов, писем, мемуаров, объединённых логикой единого замысла. Яхонтов искал формы сочетания художественного слова с искусством театра. Композиции стали особой формой осмысления современности.
«Речь должна звучать, как стихи» — творческое кредо Яхонтова.
В разное время репертуар Яхонтова составляли
- исторические композиции
  - «Октябрь» (1924),
  - «Ленин» (1925),
  - «1905 год»,
  - «Война» (1929),
  - «Цусима» (1934),
- композиции-хроники современной жизни
  - «Торжественное обещание» (1929),
  - «Новые плоды» (1935),
- программы по произведениям русской классической литературы
  - «Пушкин» (1926),
  - «Петербург» («Шинель» Н. В. Гоголя, «Белые ночи» Ф. М. Достоевского, «Медный всадник», фрагменты из «Евгения Онегина» и стихи Пушкина, 1927),
  - «Да, водевиль есть вещь» («Домик в Коломне» Пушкина, «Коляска» Гоголя, «Тамбовская казначейша» М. Лермонтова, 1929),
  - «Евгений Онегин Пушкина» (1930),
  - «Горе от ума А. С. Грибоедова» (1932),
  - «Настасья Филипповна» (по роману Ф. М. Достоевского «Идиот», 1933),
  - «Болдинская осень» (1937),
  - «Вечер поэзии Лермонтова» («Смерть поэта», «Пророк», «Бородино», «Валерик», «Соседка», «Завещание», сцены из «Маскарада», 1938).

Яхонтов был первым исполнителем поэм Маяковского «Человек», «Война и мир», «Облако в штанах», «Люблю», «Про это на эстраде».
В 1931 году он выступил с композицией «Вечера Маяковского».
В годы Великой Отечественной войны Яхонтовым были созданы лирико-эпические композиции
- «За Родину» (1941), написана Яхонтовым до начала войны, репетировать начал уже 23 июня 1941, на следующий день после начала войны[4]
- «Россия грозная» (1942) и др.

Фрагменты из произведений Б. Горбатова, В. Гроссмана, О. Берггольц, проза Толстого, стихи Пушкина в сочетании с музыкой Баха, Бетховена, Листа, Рахманинова, Шостаковича составили композицию «Тост за жизнь» (1944).

## Оценка творчества
Яхонтов был ярчайшим представителем искусства художественного слова, одним из создателей литературно-эстрадного жанра называемого «литмонтаж», широко популярного в самодеятельном клубном искусстве. Основным приёмом артиста является компоновка литературного материала на определённую тему по принципу усиления яркости звуковых сочетаний и театральной подачи. Яхонтов пользуется приемами сценического искусства, декорации, аксессуары, в одиночку разыгрывая театральное представление.
«Интеллектуальность и творческая культура, мастерство сценического жеста, музыкальный голос, чувство ритма, умелое использование деталей костюма, бутафории определили своеобразие исполнительского стиля Яхонтова» (Е. Дубнова).
На Первом Всесоюзном конкурсе мастеров художественного слова в 1937 году Яхонтову была присуждена первая премия.
Маяковскому больше всего нравилось, как его стихи читал Яхонтов.

## Сочинения
- Театр одного актёра. — М., 1958.

## Факты
- Молодой Яхонтов читал «Медного всадника» с особым приспособлением вроде вентилятора. Приспособление стояло у его ног и, вращаясь, своим шумом долженствовало помочь слушателям воспринять «буйную дурь» стихий[6].
- Ходил слух, что, гастролируя по индустриальным городам Урала, Яхонтов весь свой гонорар за выступления перечислял на постройку танковой колонны «Владимир Яхонтов»[7].
- Однажды Яхонтов дал такой отзыв о спектакле Магнитогорского театра: «Ваш театр сделал нечто противоположное тому, что сделал Иисус Христос. <…> Иисус Христос однажды превратил воду в вино, а ваш театр, наоборот, вино — в воду…»[7]
- Во время войны у актёра была мечта на свои деньги построить танк, назвать его именем Маяковского и отправить на фронт. Просьба знаменитого чтеца была удовлетворена. Кировский завод выполнил заказ. 12 сентября 1944 года танк «Владимир Маяковский» был передан экипажу, которым командовал гвардии старший лейтенант Д. В. Сычёв. На площадке у сдаточного цеха собрались рабочие, артисты, представители Московской и Челябинской филармоний. Яхонтов передал экипажу паспорт машины и тома произведений Маяковского. На броне машины блестела надпись «Владимир Маяковский». Этот танк штурмовал Берлин, а его командира Никиту Ашурова наградили золотой звездой Героя Советского Союза[8].
- Существует легенда о назначении Яхонтова на роль Чацкого и о неожиданной замене его в разгар репетиций. На самом деле 12 января 1927 года Мейерхольд смотрел его в двух сценах Чацкого и написал знаменитую записку Х. А. Локшиной: «В Яхонтове я боюсь „тенора“ в оперном смысле и „красавчика“, могущего конкурировать с Завадским. Ах, тенора́, чёрт бы их побрал!»[9]

## Память
- Проводится Всероссийский студенческий конкурс чтецов имени В. Н. Яхонтова.

### Архив
В Российском государственном архиве литературы и искусства хранится личный фонд В.Н. Яхонтова, который состоит из 782 единиц хранения за 1882–1978 годы.
Здесь находятся материалы артистической деятельности, переписка, рукописи, рассказы и стихотворения, прочитанные по радио и с эстрады (1925 – 1945), статьи «Искусство речи», «Голос диктора», «Список благодеяний» и другие. В фонде хранятся также автобиографии и воспоминания: «Пять лет в школе МХТ», «Театр одного актера», «Владимир Яхонтов. Описание жизни и творчества» в соавторстве с Е.Е. Поповой. Здесь же находятся статьи и рецензии на концерты и композиции актёра, фотографии Яхонтова. Фонд содержит также материалы режиссерской деятельности Еликониды Ефимовны, её рукописи, переписку и воспоминания.

## Адреса
В Москве
- Кузнецкий мост, 19. Здесь Яхонтов жил в 1920-х годах, будучи актёром Театра имени Мейерхольда и уже начиная выступать на эстраде.
- Варсонофьевский (Вознесенский) переулок, 8. В 1920—1930-х годах в квартире № 2 жила мать Яхонтова. Здесь артист и его жена встречались со многими актёрами и писателями, например c О. Мандельштамом.
- Малая Бронная улица, 19.